# La Candelaria (Chiapas)
La Candelaria es una localidad del estado mexicano de Chiapas. Es parte del municipio de San Cristóbal de Las Casas.

## Toponimia
El nombre «» hace referencia a la santa patrona de la localidad: la Virgen de la Candelaria.

## Demografía
| Gráfica de evolución demográfica |
|                                  |

| Censo | Población |
| ----- | --------- |
| 1980  | 311       |
| 1990  | 1 734     |
| 2000  | 2 084     |
| 2010  | 1 955     |
| 2020  | 1 541     |